# Алис више не станује овде
Алис више не станује овде (енгл. Alice Doesn't Live Here Anymore) је филм Мартина Скорсезеа, снимљен 1974. године са Елен Берстин у главној улози. Берстинова глуми удовицу која жели да започне нови живот, па се са малим сином сели у Тусон, Аризона, где почиње радити као конобарица. У осталим улогама су Алфред Латер, Били Грин Буш, Харви Кајтел, Дајана Лад, Вик Тејбак, Валери Кертин, Крис Кристоферсон и Џоди Фостер.